# Rio Grande (vattendrag i Brasilien, Bahia, lat -11,08, long -43,15)
Rio Grande är ett vattendrag i Brasilien.   Det ligger i delstaten Bahia, i den östra delen av landet, 700 km nordost om huvudstaden Brasília.
Omgivningarna runt Rio Grande är en mosaik av jordbruksmark och naturlig växtlighet. Runt Rio Grande är det mycket glesbefolkat, med 6 invånare per kvadratkilometer.